# برونو باربی
برونو باربی (انگلیسی: Bruno Barbey؛ ۱۳ فوریهٔ ۱۹۴۱ – ۹ نوامبر ۲۰۲۰) عکاس، و نویسنده اهل فرانسه بود. «باربی» که متولد مراکش بود از سال ۱۹۷۸ تا ۱۹۷۹ نایب ریاست بخش اروپای آژانس عکاس مگنوم را بر عهده داشت و بین سال‌های ۱۹۹۲ تا ۱۹۹۵ نیز مدیر بخش بین‌الملل این آژانس بود.

## زندگی‌نامه
برونو باربی یکی از عکاسان مطرح در حوزه عکاسی خبری و مستند است. او در سال ۱۹۴۱ میلادی در مراکش متولد شد. پدر وی فرانسوی و مادرش اهل سوئیس بود. او در رشته عکاسی و هنرهای گرافیکی در دانشکده École des Arts et Métiers در سوئیس به تحصیل پرداخت.
برونو باربی در سال‌های ۱۹۶۱ تا ۱۹۶۴ در ایتالیا به عکاسی پرداخت و به دنبال نشان دادن فرهنگ این کشور بود. پس از آن به کشورهای اروپایی و آفریقایی سفر کرد و با ارائه کارهایش عملاً به عنوان یک همکار برای مجله Vogue شناخته شد.